# Onvolkomen concurrentie
Onvolkomen concurrentie is een marktvorm waarvoor de criteria die een volledige mededinging definiëren niet tegelijk gelden.
Die criteria waaraan volkomen concurrentie dient te voldoen zijn als volgt:
- Het aangeboden product dient homogeen te zijn.
- Er moet sprake zijn voor vrij toe- en uittreding tot de betreffende markt.
- Er moeten veel vragers en aanbieders zijn.
- Vragers en aanbieders hebben enkel oog voor het eigenbelang, strikt begrepen.
- De markt dient transparant te zijn.

Enkele manieren waarop een markt hiervan kan afwijken zijn:
- Monopolie/oligopolie, een situatie met weinig aanbieders die daardoor marktmacht bezitten.
- Monopsonie/oligopsonie, een situatie met weinig afnemers die daardoor marktmacht bezitten.
- Monopolistische concurrentie, het kunstmatig aanbrengen van heterogeniteit in de producten door, bijv., marketing en branding.
- Samenspel/kartelvorming, waarin het eigenbelang te breed begrepen wordt, in de zin dat aanbieders ook elkaars belang dienen.

Onvolkomen concurrentie is onderzoeksonderwerp van onder andere de postkeynesiaanse economie. Als belangrijkste theoretica geldt Joan Robinson; daarnaast hebben Michał Kalecki en Piero Sraffa over het onderwerp geschreven.
aanbod · aandeel · balans · bank · bedrijf · bedrijfsvorm · belegging · beroep · centrale bank · deflatie · economisch model · economische groei · effectenbeurs · elasticiteit · geld · handel · handelsoorlog · handelsrecht · handelsregister · inflatie · kartel · kredietcrisis · Kamer van Koophandel · lening · marketing · markt · marktaandeel · markteconomie · marktfalen · marktwerking · mededinging · modaal inkomen · monopolie · monopolistische concurrentie · monopsonie · oligopolie · omzetbelasting · overheidsfalen · perfecte markt · prijs · prijsafspraak · solvabiliteit · staatsbankroet · staatsschuld · vraag · volkomen concurrentie